# Esteban de Zápolya

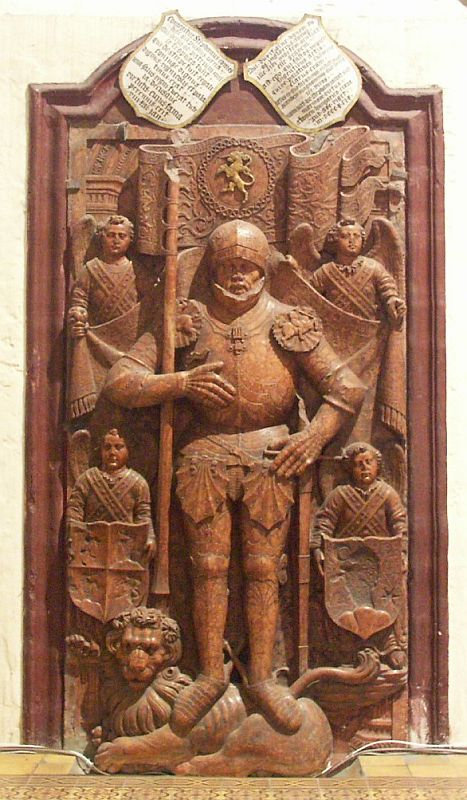
Tapa del sarcófago de Esteban de Zápolya. Museo Nacional Húngaro, Budapest

El conde Esteban de Zápolya de Szepes (en húngaro: Szapolyai István) ( –  23 de diciembre de 1499) fue un noble aristócrata húngaro del siglo XV miembro de la Casa de Zápolya. Nádor de Hungría (1492–1499) al servicio del rey Matías Corvino de Hungría, ocupando la dignidad de segunda mayor importancia después del monarca en el reino. Décadas más tarde, su hijo Juan de Zápolya fue coronado como rey Juan I de Hungría.

## Biografía
Esteban nació como hijo de Ladislao de Zápolya, miembro de una influyente familia noble húngara de origen croata. Esteban tuvo otros dos hermanos, Emérico de Zápolya y Nicolás de Zápolya. Tras la segunda mitad del siglo XV, el rey Matías Corvino de Hungría comenzó una serie de campañas militares para conquistar Bohemia y otros territorios del Sacro Imperio Romano Germánico, y tuvo éxito ocupando la región de Silesia. Esteban de Zápolya fue nombrado gobernador de esta desde 1474 hasta 1481, ya que era uno de los nobles más cercanos al monarca húngaro. El 11 de agosto de 1483 tomó por esposa a Eduviges Piast, princesa de Teschen. Esta le daría varios hijos, entre los cuales destacaron: Jorge de Zápolya, Bárbara de Zápolya y  Juan de Zápolya. A partir de 1487 fue nombrado por el rey ispán hereditario de la provincia de Szepes y a medida que avanzaban las conquistas de Matías le iba confiando más regencias a Esteban. De esta manera, de Zápolya se convirtió en regente de los territorios austríacos ocupados por el rey desde 1489 hasta 1490 cuando falleció el monarca.
Puesto que el trono húngaro estaba vacante, la nobleza llamó al hermano menor del rey de Polonia, el príncipe polaco Vladislao Jagellón para que fuese nombrado rey de Hungría. Esteban de Zápolya jugó un papel decisivo en esta movida política, que trajo cierta estabilidad al reino para que pudiese continuar con la lucha contra los turcos otomanos invasores que habían comenzado a penetrar las fronteras meridionales del reino. Tras esto, Esteban de Zápolya fue nombrado Nádor de Hungría en 1492, cargo que ocupó hasta su muerte en 1499.
Décadas más tarde en 1526 murió el hijo del rey Vladislao II, Luis II de Hungría en la batalla de Mohács contra los turcos. Nuevamente se produjo un vacío de poder que fue solucionado con la coronación de Juan de Zápolya, hijo de Esteban de Zápolya como Juan I de Hungría.

### Matrimonio y descendencia
De su matrimonio celebrado en 1483 con Eduviges Piast, princesa de Teschen, nacieron varios hijos:
- Juan de Zápolya (1487 - 1540), rey Juan I de Hungría (1526 - 1540).
- Jorge de Zápolya (1488 – 1526). Noble aristócrata húngaro fallecido en la Batalla de Mohács en 1526.
- Bárbara de Zápolya (1495- 1515), reina consorte de Polonia, esposa del rey Segismundo I Jagellón el Viejo.
- Magdalena de Zápolya (1499 - ?)